# Vionnet
Pour les articles homonymes, voir Vionnet.
La Maison Vionnet est une maison de haute couture fondée en 1912 à Paris par Madeleine Vionnet. Fermée en 1939, Vionnet a été relancée par Guy et Arnaud de Lummen au milieu des années 1990 d'abord, avec une collection de parfums et d'accessoires, puis en 2006, avec de nouvelles collections de prêt-à-porter. Vionnet appartient depuis 2012 à la femme d'affaires kazakhe Goga Ashkenazi, également directrice artistique de la marque.

## La Maison Vionnet (1912-1939)

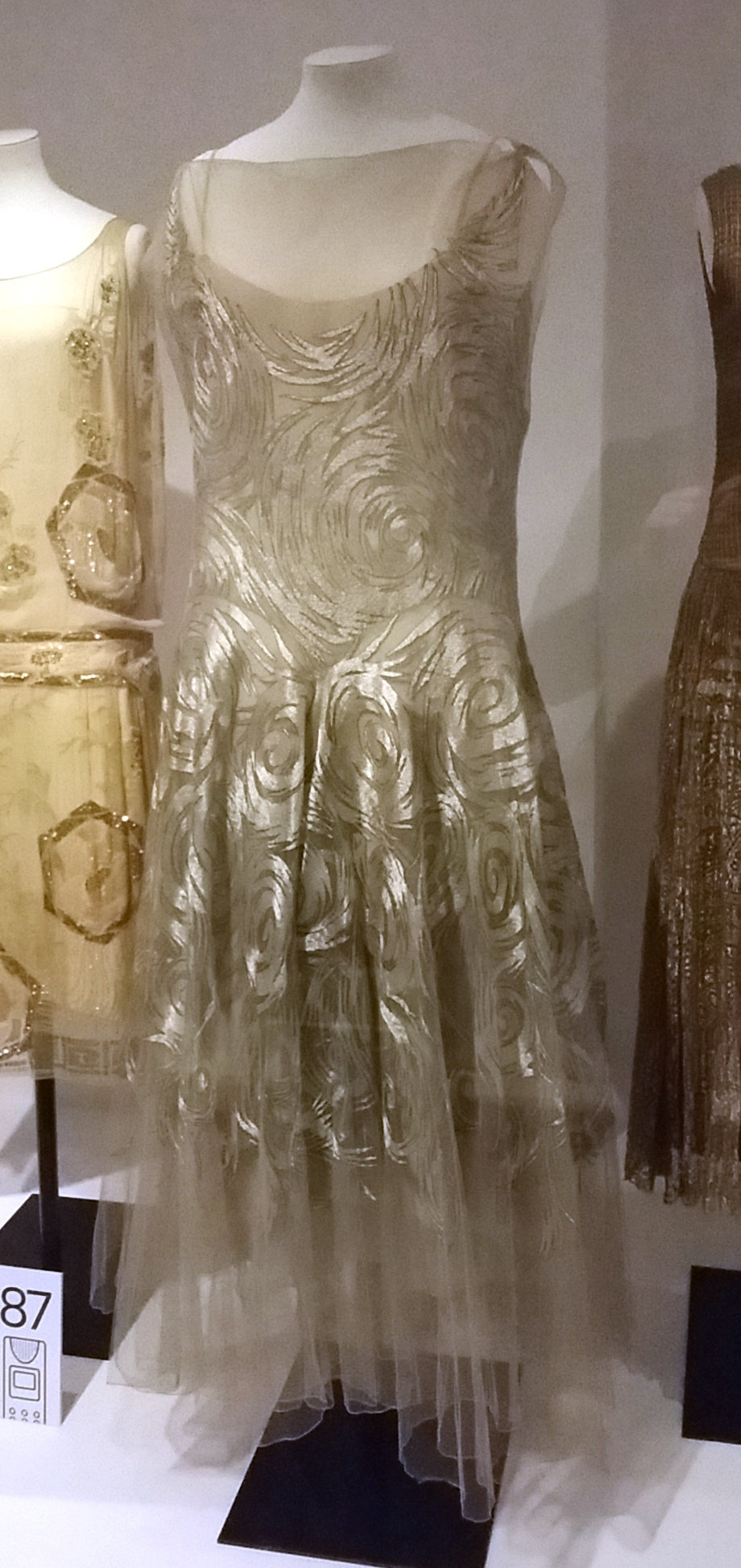
Robe de soirée de la maison Vionnet (1931).

En 1912, Madeleine Vionnet ouvre sa Maison de couture au 222, rue de Rivoli. L'actrice Lantelme, femme de l'éditeur M. Edwards (« Le Matin »), devait être la plus importante actionnaire mais meurt dans une croisière. Les actionnaires fondateurs comprennent finalement Madeleine Vionnet et le père d'une de ses autres clientes, Germaine Lillas, la fille d'Henri Lillas, le propriétaire du BHV.  Très vite, Madeleine Vionnet nomme première d'atelier Marcelle Chaumont, qui créera plus de la moitié des collections griffées Vionnet dans les années 1930. En 1914, après deux petites années d'existence, la Maison ferme à l'orée de la Première Guerre mondiale.
Début 1919, la Maison Vionnet rouvre au 222, rue de Rivoli. Mr Martinez de Hoz, un riche argentin, rejoint le rang des actionnaires.  Thayaht, un artiste futuriste, devient dessinateur attitré de la Maison et crée le sigle Vionnet en forme de péplum. 
En 1922, Vionnet ouvre son capital à un nouvel investisseur , Théophile Bader, le propriétaire des Galeries Lafayette, qui devient commanditaire majoritaire aux côtés d'Henri Lillas et Martinez de Hoz dans une société en commandite nouvellement constituée :  « Vionnet & Cie ». Quelques mois plus tard, le 15 avril 1923, Vionnet inaugure ses nouveaux salons au 50, avenue Montaigne dans l'hôtel particulier Lariboisière. Ce temple de la mode est le fruit d'une collaboration entre l'architecte des Galeries Lafayette, Ferdinand Chanut, le décorateur Georges de Feure et le maître verrier René Lalique. La même année, la Maison introduit la griffe Vionnet comportant l’empreinte digitale de Madeleine Vionnet.
En 1924, l'architecte et designer Boris Lacroix est nommé directeur artistique de la Maison. Entre 1924 et 1937, il dessinera pour Vionnet du mobilier art déco, des logos, des imprimés, des sacs et des accessoires et prendra une part active dans le lancement des parfums Vionnet.  L'année suivante, il conçoit une édition limitée de quatre parfums, des cubes de cristal aux arêtes noires, intitulés « A », « B », « C » et « D », dont les fragrances seront mises au point en collaboration avec le groupe Coty.
En 1925, la Maison Vionnet se développe et ouvre un salon de présentation au Grand Casino, à Biarritz. Parallèlement, la Maison Vionnet est très active aux États-Unis. Dès 1923, Vionnet & Cie avait signé un contrat de distribution avec Charles and Ray Ladies' Tailors and Importers qui ont distribué les premières collections Vionnet à New York. En 1924, Vionnet & Cie avait signé un contrat de production et distribution avec Hickson Inc., un magasin installé sur la Cinquième Avenue à New York.  Hickson avait même inauguré un salon Vionnet où une collection de robes du soir exclusives était présentée. En 1925, Vionnet franchira une étape supplémentaire en devenant la première maison de couture à établir une filiale sur la Cinquième Avenue, Vionnet Inc., qui vendra des modèles demi-couture, avec l'ourlet non terminé ajustable à la cliente. Enfin, en 1926, toujours pour le marché américain, Vionnet créera des lignes prêt-à-porter. Les robes ainsi produites, qui sont historiquement les premières robes prêt-à-porter adaptées de la Haute Couture, arborent pour griffe : Madeleine Vionnet - Repeated Original.
En 1927, Vionnet va ouvrir un institut délivrant des cours aux apprenties afin qu'elles maîtrisent la coupe en biais et tandis qu'en 1932, la Maison inaugure avenue Montaigne un nouveau bâtiment de cinq étages, qui abritera 21 ateliers, une clinique et un cabinet dentaire. À cette date, la Maison Vionnet emploie 1 200 couturières. 
Le 2 août 1939, Madeleine Vionnet présente sa dernière collection pour la Maison qui sera liquidée en 1940. Une partie des archives de la Maison sera donnée par Madeleine Vionnet à l'Union Française des Arts du Costume (le futur musée de la Mode et du Textile abrité par le Musée des arts décoratifs de Paris) dont notamment 120 robes créées entre 1912 et 1939, 750 toiles-patrons, 75 albums de copyright, ainsi que de nombreux dessins originaux.

## La Maison Vionnet (depuis 1996)

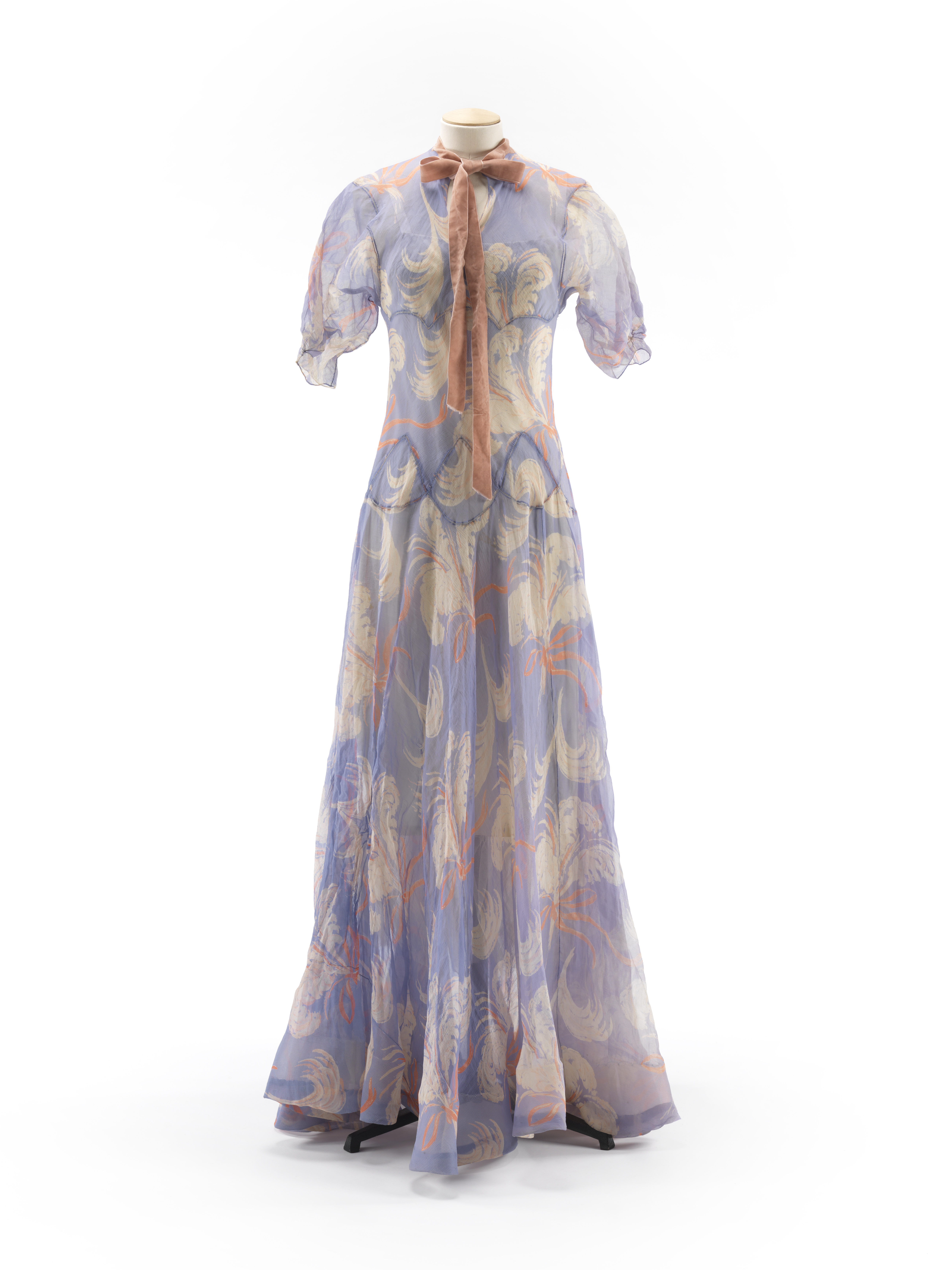
Robe en soie et organdi de la Maison Vionnet, réalisée en 1938, Palais Galliera, musée de la Mode de la ville de Paris.

En 1988, le nom Vionnet est racheté par la famille de Lummen qui réinstalle la Maison, début 1996, au 21, place Vendôme, dans des locaux historiquement occupés par la Maison de couture Chéruit puis par Elsa Schiaparelli. Les nouveaux propriétaires lancent des lignes d'accessoires, de nouveaux parfums (« Haute Couture » en 1996, « MV » en 1998, « MV Green » en 2000) et évoquent un retour prochain sur la scène de la mode.
Le 6 juillet 2006, la Maison met fin aux rumeurs et spéculations sur de nouvelles collections de couture en annonçant la nomination de Sophia Kokosalaki en qualité de directrice de la création. Celle-ci dispose alors d'une notoriété : elle vient de dessiner les costumes des cérémonies d'ouverture et de clôture des Jeux olympiques d'Athènes ; elle est réputée pour ses drapés et connue pour son travail direct sur le tissu. En novembre 2006, la première collection de Kokosalaki pour Vionnet est dévoilée dans l'édition américaine du magazine Vogue, tandis qu'en février 2007, l'arrivée de la collection Printemps/Été 2007, première collection griffée Vionnet depuis 67 ans, est lancée en fanfare dans les magasins Barneys, distributeur exclusif de la marque aux États-Unis. En mars 2007, Kokosalaki présente sa deuxième collection pour Vionnet, qui reçoit un accueil globalement très favorable de la presse. Pourtant, le 21 mai, Vionnet annonce via un communiqué de presse mettre fin à sa collaboration avec Kokosalaki. Dans son propre communiqué, Kokosalaki précise qu'elle souhaite se consacrer pleinement au développement de la griffe qui porte son nom, acquise quelques mois plus tôt par le Groupe Diesel.
Le 21 mai 2007, Vionnet nomme Marc Audibet comme « conseil artistique ». Créateur inventeur du stretch pour ses propres collections, Audibet  présente en octobre de la même année une collection Vionnet au style très épuré. Certains éditorialistes, dont Suzy Menkes du International Herald Tribune, considèrent cette collection plus proche de l'esprit Vionnet tandis que d'autres regrettent les drapés très techniques de Kokosakaki, en dépit de leur filiation marquée à Grès. Malgré une bonne première collection, Marc Audibet quitte abruptement son nouveau poste en janvier 2008 en déclarant ne pas avoir les moyens financiers et matériels de réaliser les collections qu'il désire. 
En 2008, les collections Vionnet seront réalisées par le studio.
En février 2009, la famille de Lummen laisse la place à Matteo Marzotto, héritier du groupe textile italien Marzotto SpA et ancien directeur général puis président de la griffe Valentino, qui devient actionnaire unique de la maison. Gianni Castiglioni, président et actionnaire de Marni, est présenté comme partenaire stratégique et industriel. Le créateur italien Rodolfo Paglialunga, inconnu du grand public mais qui a travaillé dans l'ombre de Miuccia Prada pendant près de douze ans, est nommé comme nouveau créateur de la maison.
En 2012, la femme d'affaires kazakhe Goga Ashkenazi rachète Vionnet. La boutique parisienne est désormais située au 31, rue François-Ier.
La marque fini par annoncer sa liquidation volontaire en octobre 2018 dans le but de repenser la structure et de se positionner sur une production plus durable et équitable.